# TER Normandie
A TER Normandie az északnyugat-franciaországi Normandia régiót kiszolgáló regionális vasúthálózat. A hálózatot a francia nemzeti vasúttársaság, az SNCF üzemelteti. 2016-ban alakult a korábbi TER Basse-Normandie és a TER Haute-Normandie hálózatból, miután az érintett régiókat összevonták.

## TER hálózat
A TER Normandie ötféle szolgáltatást különböztet meg:
- Krono+: gyors távolsági kapcsolatok
- rono: hosszú és középtávú kapcsolatok
- iti: gyakori elővárosi járatok
- Proxi: helyi járatok
- Szezonális járatok nyáron

A vasúti és buszhálózat 2022 májusától:

### Vasút
| Krono+                                   | Útvonal |
| ---------------------------------------- | --- |
| Paris – Le Havre                         | Paris-Saint-Lazare – Rouen-Rive-Droite – gare d'Yvetot – Bréauté-Beuzeville – Le Havre |
| Paris – Caen - Cherbourg                 | Paris-Saint-Lazare – Évreux-Normandie† – Bernay† – Lisieux† – Caen – Bayeux – Lison – Carentan – Valognes – Cherbourg |
| Paris – Trouville-Deauville              | Paris-Saint-Lazare – Évreux-Normandie – Bernay – Lisieux – Pont-l'Évêque – Trouville-Deauville |
| Krono                                    | Útvonal |
| Paris – Granville                        | Paris-Montparnasse – Versailles-Chantiers† – Dreux† – Nonancourt† – Verneuil-sur-Avre – L'Aigle – Sainte-Gauburge† – Surdon† – Argentan – Briouze† – Flers – Vire – Villedieu-les-Poêles – Folligny† – Granville                        |
| Caen – Rouen                             | Caen – Mézidon – Lisieux – Bernay – Elbeuf-Saint-Aubin – Rouen-Rive-Droite |
| Rouen – Dieppe                           | Rouen-Rive-Droite – Montville – Clères – Auffay – Dieppe |
| Rouen – Amiens - Lille                   | Rouen-Rive-Droite ... Serqueux ... Abancourt ... Amiens ... Lille-Flandres (see TER Hauts-de-France line K44/45 for details) |
| Caen – Le Mans                           | Caen – Mézidon – gare de Saint-Pierre-sur-Dives – Argentan – Surdon – Sées – Alençon – La Hutte-Coulombiers† – Vivoin-Beaumont† – Teillé† – Montbizot† – La Guierche† – Neuville-sur-Sarthe† – Le Mans                                  |
| Citi                                     | Útvonal |
| Le Havre – Rolleville                    | Le Havre ... Montivilliers ... Rolleville |
| Rouen – Paris                            | Rouen – Oissel ... Vernon ... Mantes-la-Jolie – Paris-Saint-Lazare |
| Serquigny – Paris                        | gare de Serquigny ... Évreux-Normandie ... Mantes-la-Jolie – Paris-Saint-Lazare |
| Yvetot – Rouen – Elbeuf                  | gare de Yvetot ... Rouen-Rive-Droite ... Oissel ... Elbeuf-Saint-Aubin |
| Caen – Granville                         | Caen ... Bayeux ... Lison ... Saint-Lô ... gare de Coutances – Granville |
| Caen – Lisieux                           | Caen ... Mézidon – Lisieux |
| Granville – Rennes                       | Granville – Folligny – Avranches ... Dol-de-Bretagne – Rennes |
| Proxi                                    | Útvonal |
| Lisieux – Trouville-Deauville            | Lisieux – Le Grand-Jardin – Pont-l'Évêque – Trouville-Deauville |
| Caen – Rouen                             | Caen – Mézidon – Lisieux – Bernay – Serquigny ... Elbeuf-Saint-Aubin – Rouen-Rive-Droite |
| Rouen – Dieppe                           | Rouen-Rive-Droite ... Montville – Clères ... Auffay ... Dieppe |
| Rouen – Le Havre                         | Rouen-Rive-Droite ... Yvetot ... Bréauté-Beuzeville ... Le Havre |
| Le Havre – Fécamp                        | Le Havre – Harfleur ... Bréauté-Beuzeville – Fécamp |
| Gisors – Serqueux                        | Gisors – gare de Sérifontaine – Gournay-Ferrières – Serqueux |
| Le Tréport-Mers – Beauvais               | Le Tréport-Mers ... Abancourt ... Beauvais (see TER Hauts-de-France line P30 for details) |
| Szezonális                               | Útvonal |
| Trouville-Deauville – Dives-Cabourg      | Trouville-Deauville – Blonville-sur-Mer-Benerville – Villers-sur-Mer – Houlgate – Dives-sur-Mer-Port-Guillaume – Dives-Cabourg |
| Paris – Pontorson–Mont-Saint-Michel      | Paris-Montparnasse – Versailles-Chantiers – Dreux – Nonancourt – Verneuil-sur-Avre – L'Aigle – Sainte-Gauburge – Surdon – Argentan – Briouze – Flers – Vire – Villedieu-les-Poêles – Folligny – Avranches – Pontorson–Mont-Saint-Michel |
| † Nem minden vonat áll meg az állomáson. | |

### Busz
Krono (gyors) busz szolgáltatás:
- Villedieu-les-Poêles – Mont-Saint-Michel
- Caen – Le Mans
- Rouen – Pont-Audemer
- Rouen – Caen
- Granville – Rennes
- Caen – Rennes
- Rouen – Louviers – Évreux – Verneuil-sur-Avre

Proxi (helyi) busz szolgáltatás:
- Fécamp – Bréauté
- Gisors – Serqueux – Dieppe
- Briouze – Bagnoles-de-l'Orne
- Argentan – Bagnoles-de-l'Orne
- Yvetot – Saint-Valery-en-Caux
- Alençon – Surdon
- Trouville-Deauville – Dives-Cabourg
- Argentan – Flers
- Lison – Granville

Szezonális busz szolgáltatás:
- Pontorson – Mont-Saint-Michel
- Bréauté – Étretat
- Bayeux – Colleville-sur-Mer – Arromanches-les-Bains

## Járművek
- 9 B 82500 AGC
- 15 B 84500 Coradia polyvalent
- 10 B 85900 Coradia polyvalent
- 25 X 73500 A TER
- 14 X 76500
- 16 Z 26500 TER 2NNG
- 33 Z 27500 TER 2NNG
- 24 Z 56600 Porteur hyperdense (PHD)